# 東海子 (順天府通州)
39°54′44″N 116°39′56″E / 39.912289°N 116.665481°E
東海子是顺天府通州城东北部曾经的一个水塘，东至城墙，南起校书里胡同，北至天后宫，西临女师（后成为通州第三中学）后院，南北长300米，东西宽100多米，相传是明初建立城墙时取土而形成的，与旧城西北部的西海子对应。東海子上有很多水草，栖息着不少水鸟；它是一片死水，夏天会滋生很多蚊蝇，冬天在城墙一边的坡上会有一些尸体，因书校里有很多妓院，“东海子”成了妓院的代名词。
通州拆除城墙时，东城墙上的土填入东海子，开始湖面一分为二，后来南半湖填平变味了女子师范操场，北半湖后来也逐渐填平。
东海子的位置现在是北京国际财富中心和运河ONE项目交界处。

## 周边
抗美援朝战争期间，东海子南岸贺姓人家去了台湾，房子变为志愿军养老院。有伤员将后院变为鸭舍，连接东海子。